# Червоносельское
Червоносельское (укр. Червоносільське) — село в Амвросиевском районе Донецкой области Украины. Находится под контролем самопровозглашённой Донецкой Народной Республики.

## География

#### Соседние населённые пункты по странам света
СВ: Бондаревское, Григоровка
С: Многополье
СЗ: Агрономичное, Полтавское
З: Андреевка, Михайловка, Новодворское
ЮЗ: Осыково
Ю: Володарского, Свободное, Клёновка
ЮВ: Зеркальное, Кутейниково
В: Металлист

## Население
Население по переписи 2001 года составляло 126 человек.

## Общая информация
Код КОАТУУ — 1420685410. Почтовый индекс — 87311. Телефонный код — 6259.

## Адрес местного совета
87311, Донецкая область, Амвросиевский район, с. Многополье, ул.Школьная, 4; тел. 37-5-13.